# Пиксар
Пиксар Анимейшън Студиос (на английски: Pixar Animation Studios), известно като Пиксар, е американско студио за компютърна анимация със седалище в Емеривил, Калифорния, дъщерно дружество на Уолт Дисни Студиос, собственост на Уолт Дисни Къмпани. Пиксар започва през 1979 г. като част от компютърното подразделение на Лукасфилм, известно като Графикс Груп, преди да се отдели като корпорация на 3 февруари 1986 г., с финансиране от съоснователя на Епъл Стив Джобс, който става негов мажоритарен акционер. Дисни закупува Пиксар през 2006 г. на стойност 7,4 млрд. долара, като преобразува всяка акция от акциите на Пиксар в 2,3 акции от акциите на Дисни, сделка, в резултат на която Джобс става най-големият единичен акционер на Дисни по това време. Пиксар е най-известен със своите филми, технологично задвижвани от РендерМан, софтуер за изобразяване на графичен интерфейс за програмиране. Луксо, настолна лампа от едноименния късометражен филм на студиото от 1986 г., е талисманът на студиото.
Пиксар има продуцирани 22 пълнометражни анимационни филма, като първият е Играта на играчките (1995), който е първият компютърно анимиран пълнометражен филм, а към момента последният е Напред (2020). Всички филми на студиото дебютират с рейтинги на CinemaScore от поне „A−“, което показва положителен прием сред публиката. Студиото продуцира и десетки късометражни филми. Към юли 2019 г. игралните му филми са спечелили приблизително 14 милиарда щатски долара от световния боксофис, със средна брутна сума в световен мащаб от 680 милиона долара на филм. Играта на играчките 3 (2010), Търсенето на Дори (2016), Феноменалните 2 (2018) и Играта на играчките 4 (2019) са сред 50-те най-касови филма за всички времена, като Феноменалните 2 е третият най-печеливш анимационен филм за всички времена, с бруто от 1,2 милиарда долара; останалите три също печелят над 1 милиард долара. Освен това 15 от филмите на Пиксар попадат в класацията на 50-те най-печеливши анимационни филма за всички времена.
Студиото печели 21 награди Оскар, 9 награди Златен глобус и 11 награди Грами, заедно с множество други награди и признания. Много от филмите на Пиксар са номинирани за наградата Оскар за най-добър пълнометражен анимационен филм, от нейното откриване през 2001 г., като десетте победители на Пиксар са Търсенето на Немо (2003), Феноменалните (2004), Рататуй (2007), УОЛ-И (2008), В небето (2009), Играта на играчките 3 (2010), Храбро сърце (2012), Отвътре навън (2015), Тайната на Коко (2017) и Играта на играчките 4 (2019); трите филма, номинирани за наградата, без да я спечелят, са Таласъми ООД (2001), Колите (2006) и Феноменалните 2 (2018). В допълнение към тази награда, В небето и Играта на играчките 3 са съответно вторият и третият анимационни филми, номинирани за Оскар за най-добър филм (първият е Красавицата и Звяра на Уолт Дисни Анимейшън Студиос от 1991 г.).

## История

### Ранна история
„Пиксар“ е основана от "the Graphics Group, част от компютърното отделение на Lucasfilm, като стартира през 1979 г. с назначаването на Ед Катмъл (работил преди това в Нюйоркския технологичен институт (NYIT)). Изследователите в NYIT инициират много от CG техниките и работят върху експериментален филм, наречен The Works. След преместването си в Lucasfilm, екипът работи върху създаването на предшественика на RenderMan, т.нар. Motion Doctor, който позволявал на аниматорите да използват програмата с минимално обучение.
След това екипът започва да работи върху специалните ефекти в сцени от филми, създадени от Lucasfilm или заедно с Industrial Light and Magic. След години изследвания и работа върху ключови моменти във филми като Ефекта на генезиса, Star Trek 2: The Wrath of Khan и The Stined Glass Knight в Младия Шерлок Холмс, групата, която тогава наброявала 45 души, е закупена от Стийв Джобс, скоро след напускането му от Apple Computer. Джобс плаща 5 милиона на Джордж Лукас и прибавя 5 милиона като капитал за компанията. Фактор, допринесъл за продажбата на Лукас, било паричното затруднение, следващо развода му през 1983 г., което съвпаднало с рязкото намаление на доходите от „Междузвездни Войни: Завръщането на Джедаите“ и катастрофалното представяне на Патока Хауърд в box-office-ите. Новата независима компания е оглавена от Едуин Катмъл (изпълнителен вицепрезидент) и Алви Рей Смит (режисьор). Джобс заема постовете на председател и главен изпълнителен директор на „Пиксар“.
Първоначално „Пиксар“ е първокласна компания за компютърен хардуер, чийто основен продукт бил Pixar Image Computer – система, продавана предимно на правителствени агенции. Един от купувачите на Pixar Image Computers е Walt Disney Studios, който използва устройството като част от тайния проект CAPS, използващ специална машина и поръчков софтуер за улесняване на трудния процес на нанасяне на мастило и боя в 2D анимациите. По този начин методът става по-автоматизиран и ефикасен. The Image Computer не постигнал голям успех на пазара. В опит да увеличи продажбите на системата работещият в „Пиксар“ Джон Ласитър (който дълго създавал кратки анимации като Luxo Jr.) представил проектите си на SIGGRAPH – най-голямото събрание на графичната индустрия.
Независимо от ниските продажби, които застрашавали компанията от фалит, отделът на Ласитър започва да създава компютърно анимирани реклами за чуждестранни компании. Ранният успех включва кампаниите за Tropicana, Listerine и Lifesavers. През април 1990 г. Джобс продава хардуерното отделение на „Пиксар“, включително и всички патентовани хардуерни технологии и софтуери на Vicom Systems, и прехвърля 18 от общо 100 служители на „Пиксар“. В същата година „Пиксар“ се мести от Сан Рафаел в Ричмонд, Калифорния. По това време „Пиксар“ продължава връзките си с Walt Disney Feature Animation – компания, чийто корпоративен създател по-късно се превръща в един от най-важните партньори на студиото. През 1991 г., след трудно начало на годината (около 30 служители на компанията били освободени от работа, вследствие на което тя остава с 42-ма служители) „Пиксар“ сключва договор за 26 милиона долара с „Дисни“ за създаването на три компютърно анимирани игрални филма, първият от който бил „Играта на играчките“. По това време софтуерните програмисти, които работели върху Renderman и CAPS, и отделът на Ласитър за компютърна анимация, който създавал анимации за телевизионни реклами и няколко клипчета за „Улица Сезам", са единствените останали служители в „Пиксар“.
Въпреки общия приход от тези продукти компанията все още губела пари и Джобс обмислял продажбата ѝ на други компании, сред тях и Microsoft. Едва след като „Дисни“ обявява, че ще разпространи „Играта на играчките“ в почивния сезон на 1994 г., Джобс решава да даде още един шанс на компанията. Филмът печели над 350 милиона долара по целия свят. По-късно същата година „Пиксар“ обявява публична продажба на акции, като всяка акция се оценява на 22 американски долара.

### Дисни
Първите пет игрални филма на „Пиксар“ донасят приходи от общо над 2.5 милиарда долара, което означава средно най-голяма печалба за филм в индустрията. Въпреки че е изгодно и за двете компании, „Пиксар“ по-късно обявява, че сключеният договор не е равностоен за двете страни. „Пиксар“ отговаря за създаване и продукция, а „Дисни“ за маркетинг и разпространение. Печалбите и разходите се делят 50/50 но „Дисни“ притежава всички права върху филмите и техните продължения, също така прибира и таксите за разпространение. Очевидно липсата на права върху създадените филми и продължения са най-тежките аспекти за „Пиксар“ и това поставя началото на едно спорно сътрудничество.
В началото на 2004 г. двете компании правят опит за постигане на ново споразумение. Новият договор засяга само разпространението, тъй като „Пиксар“ възнамерява да поеме контрола върху продукциите и да притежава филмовата собственост. Компанията също иска да финансира сама филмите си и да събира 100% от печалбите, като плаща на „Дисни“ само 10% от 15% от печалбите от таксата за разпространение. По-важното – „Пиксар“ възнамерявал за контрол върху филмите, които вече били в продукция по време на стария договор, включително „Феноменалните“ и „Колите“. „Дисни“ обявява тези условия за неприемливи, но „Пиксар“ не отстъпва от исканията си.
Противоречията между Стив Джобс и председателя на борда и изпълнителен директор на „Дисни“ затруднили преговорите още повече. Двете компании се разделят окончателно през 2004 г. със заявлението на Джобс, че ще търси партньори в лицето на други компании. „Пиксар“ не влиза в противоречие с разпространителите. След продължително затишие преговорите между двете компании се възобновяват. Като предварителна подготовка за потенциален провал на договорите Джобс обявява в края на 2004 г., че „Пиксар“ повече няма да създава филми според крайните срокове до ноември на „Дисни“, а до по-доходните летни месеци. Това също дава право на „Пиксар“ да пуска на пазара DVD-та на най-печелившите филми по време на коледния пазарен сезон. Допълнителен плюс от забавянето на премиерата на „Колите“ е удължаването на крайните срокове в договора между „Дисни“ и „Пиксар“. Това позволява да се хвърли поглед върху бъдещите взаимоотношения между двете компании.
Двете компании сключват сделка, засягаща планирания за 2007 г. филм „Рататуй“, в случай че преговорите пропаднат, да се подсигури, че този филм ще бъде разпространен чрез каналите на „Дисни“ (за разлика от предишните „Дисни“/„Пиксар“ договори, „Рататуй“ ще остане собственост на „Пиксар“, а „Дисни“ ще получи само доходите от разпространението на филма). Въпреки всичко сложните клаузи в договора между „Дисни“ и „Пиксар“ довели до анулирането на договора.

### Новата придобивка на „Дисни“
На 24 януари 2006 г. „Дисни“ обявява, че е съгласен да купи „Пиксар“ за 7,4 милиарда долара. На 24 януари 2006 г., след последвалото съгласие на акционера на „Пиксар“, покупката става факт. Сделката превръща Стийв Джобс, главен акционер на „Пиксар“ с 50,1% дял от компанията, в най-големия самостоятелен акционер на „Дисни“ със 7% дял и му осигурява място в борда на директорите. Новите авоари на Джобс надминали авоарите на предишния най-голям акционер на „Дисни“-Майкъл Айснер, който притежава 1,7% от компанията, а също и директора Рой Е. Дисни, който притежава 1% от акциите на компанията.
Като част от сделката Джон Ласетър, дотогава изпълнителен вицепрезидент, става главен творчески ръководител на „Пиксар“ и „Анимационно Студио Дисни“, както и главен творчески консултант на „Дисни“. Катмъл запазва позициите си на президент на „Пиксар“ и става президент на „Анимационно Студио Дисни“. Позицията на Джобс като главен творчески консултант е премахната и вместо това той заема място в борда на директорите на „Дисни“.
Надзора на Катмъл и Ласетър над „Дисни“ и „Пиксар“ не означавало сливането на двете студия. Напротив – допълнителните условия били поставени, за да подсигурят самостоятелното съществуване на двете компании. Някои от условията изисквали политиката на „Пиксар“ да остане незасегната. Също така се запазвало и името на дружеството, както и настоящото положение на компанията в Емъривил, Калифорния. В заключение всички филми, създадени след сливането, ще се рекламират като създадени от „Дисни-Пиксар“ (започвайки с „Колите“).
Джим Морис, режисьорът на „Уол-и“, е поставен на поста генерален директор. На тази нова позиция Морис поема грижата за всекидневното ръководство на съоръженията и продуктите на студиото.

### Разширяване
На 20 април 2010 г. Анимационно студио „Пиксар“ отваря ново студио във Ванкувър. Студиото, заемащо приблизително 2000 m², създава предимно къси, адаптирани за телевизионната аудитория, филмчета, включващи герои от анимациите на „Пиксар“.

## Игрални и късометражни филми

### Традиции
Голяма част от аниматорите, съставящи аниматорското отделение на „Пиксар“ са назначени по времето, когато излиза „Животът на буболечката“ и „Играта на играчките 2“. Въпреки че „Играта на играчките“ постига успех, по това време това е единственият игрален филм на „Пиксар“. По-голямата част от анимационната индустрия все още е разположена в Лос Анджелис. Традиционната 2-D анимация все още е главният начин за създаване на анимационни филми.